# بهاءالدین محلاتی
بهاءالدین محلاتی (آذر ۱۲۷۶ _ ۲۷ مرداد ۱۳۶۰ خورشیدی)، فقیه اصولی، مرجع تقلید شیعه و از رهبران مذهبی شاخص در منطقه فارس و از علمای تراز اول ایران بود که مقلدان بسیاری در این استان و استان‌های همجوار داشت.
او پسر شیخ محمدجعفر محلاتی از روحانیان مبارز جنوب بود. در هفت سالگی به خدمت پدر در شیراز رفت و تحصیلات ابتدائی را در مدرسه شریعت به پایان رسانید. از آن پس هشت سال در محضر پدرش و میرزا محمد صادق مجتهد فقه و اصول را خواند. آن‌گاه مدتی دروسی را نزد حاج سیدعلی حکیم کازرونی فراگرفت. سپس عازم نجف شد و ده سال در مجلس درس آقا ضیاءالدین عراقی، محمدکاظم شیرازی، و محمدحسین نائینی حضور یافت تا به مقام اجتهاد رسید و در سال ۱۳۴۹ به شیراز بازگشت.
محلاتی در شیراز مسجد مولی را محل اقامه نماز جماعت و تدریس خود قرار داد و انجمن دین و دانش را تأسیس کرد. پس از مدتی به عنوان مرجع تقلید بخشی از اهالی شیراز و فارس قرار گرفت. محلاتی در ۲۷ مرداد ۱۳۶۰ در شیراز از دنیا رفت.

## تولد
محلاتی در آذر ۱۲۷۵ش (رجب ۱۳۱۴ق) در نجف و در خانواده ای روحانی به‌دنیا آمد. در سال ۱۲۸۱ش (۱۳۲۰ق)، به موطن خاندان خود، شیراز، بازگشت. و سپس برای ادامه تحصیل در سال ۱۳۰۲ش (۱۳۴۲ق) عازم نجف شد. و بعد از هفت سال اقامت در نجف در سال ۱۳۰۹ش دوباره به شیراز بازگشت.

## تحصیلات
بهاءالدین محلاتی تحصیل را از مدرسه شریعت شیراز، از مدارس جدید با سبک آموزش اسلامی، آغاز کرد. پس از آن، به تحصیل علوم اسلامی نزد پدرش و برخی عالمان شیراز پرداخت. همچنین وی در نجف در درس کسانی چون محمدحسین نائینی، آقا ضیاء عراقی، سید ابوالحسن اصفهانی و محمدکاظم شیرازی شرکت کرد و از برخی از آنان اجازه اجتهاد گرفت. گرچه او برای ماندن و تدریس در نجف با اصرار سید ابوالحسن اصفهانی و آقا ضیاء عراقی مواجه شد اما به درخواست پدرش به شیراز بازگشت.
به نقل از منابع، بهاءالدین محلاتی پس از بازگشت کوشید تا با برگزاری درس و تربیت شاگرد به حوزه علمیه شیراز رونق دهد. او در مدرسه مُقیمیّه درس خارج فقه و اصول می‌گفت. درس محلاتی را مختصر، مفید و خالی از حشو و زوائد توصیف کرده‌اند. گفته شده که او مطالب پیچیده را با بیانی روشن و دقیق ارائه می‌کرده است. سید عبدالحسین دستغیب از جمله شاگردان او قلمداد شده‌اند. از جمله آثار او به رساله عملیه، مناسک حج، حاشیه بر عروة‌الوثقی و رهنمای حق اشاره شده است.

## فعالیت‌های سیاسی
در دوران نهضت ملی شدن نفت ایران محلاتی از معدود علمایی بود که از محسن طالعی و جبهه ملی ایران پشتیبانی کرد و به این دلیل در تعارض با سید نورالدین الهاشمی شیرازی قرار گرفت که او نیز از اقتدار فراوان در میان اهالی شهر شیراز برخوردار بود. پایگاه اجتماعی محلاتی بیشتر در میان طبقات متمکن و پایگاه اجتماعی سید نورالدین در میان قشرها فرودست و کسبه جزء بود.
اولین حضور او در مبارزات سیاسی را در کنار پدرش برای مبارزه با قوای انگلستان در دشتستان و تنگستان گزارش کرده‌اند. گزارش شده که در دوران پهلوی اول، محلاتی به‌ مخالفت با حکومت پرداخت و به‌شدت با کشف حجاب مقابله کرد. محلاتی در جریان نهضت ملی‌شدن صنعت نفت به دفاع از دولت ملی محمد مصدق پرداخت.
در اسناد ساواک، از مخالفت محلاتی با اصلاحات ارضی به‌دلیل مخالفت آن با شرع یاد شده است. به‌گزارش علی دوانی، در جریان تصویب لایحه انجمن‌های ایالتی و ولایتی، محلاتی ضمن اعلامیه‌ای مخالفت با این لایحه و حمایت خود از امام خمینی را اعلام کرد. در قیام ۱۵ خرداد، محلاتی، ضمن رهبری اعتراضات در شیراز، پس از بازداشت امام خمینی دست به تحرکاتی زد که منجر به بازداشت چهارماهه او شد. امام خمینی پس از آزادی خود از زحمات محلاتی تقدیر کرد. پس از تبعید روح الله خمینی در آبان ۱۳۴۳ش به‌دلیل مخالفت با کاپیتولاسیون، محلاتی مخالفت خود را با این لایحه و تبعید او اعلام کرد.
از آبان ۱۳۴۳ش تا بهمن ۱۳۵۷ش، محلاتی، علاوه بر ادامه انتقاد از حکومت پهلوی، به تلاش برای ایجاد هماهنگی میان مخالفان حکومت و حمایت از آنان پرداخت. حمایت از حجاب دانش آموزان دختر در مدارس، مخالفت با جشن‌های ۲۵۰۰ساله شاهنشاهی و مخالفت با برنامه‌های غیراخلاقی در جشن هنر شیراز از دیگر فعالیت‌های او در این دوران است. سال پیروزی انقلاب، دوران اوج فعالیت‌های سیاسی محلاتی دانسته شده است: اعلام عزای عمومی به‌خاطر کشتار ۱۹ مرداد شیراز،  صدرو اعلامیه علیه حکومت یک روز قبل از ۱۷ شهریور، دعوت از مردم برای ادامه تظاهرات و اعتصابات، مخالفت با حکومت نظامی در آبان و جلوگیری از تندروی به اسم انقلاب از جمله فعالیت‌های او در سال ۱۳۵۷ش دانسته شده است.
جلال الدین آیت‌الله‌زاده برادر محلاتی از فعالان جبهه ملی و سپس نهضت آزادی ایران و از دوستان مهدی بازرگان بود.

## انقلاب ۱۳۵۷
وی در بهمن ۱۳۵۸ با صدور بیانیه ای حکومت ایران را نامشروع دانسته بود.
او پس از انقلاب مورد بی‌مهری روحانیان حاکم قرار گرفت به‌رغم این که شیخ بهاءالدین و مجدالدین هر دو از فعالان قیام ۱۵ خرداد ۱۳۴۲ بودند. از او مؤسسات خیریه متعددی به جا مانده‌اند.
در اواخر عمر و پس از مرگ بهاءالدین محلاتی، پسرش مجدالدین محلاتی متولی امور او بود. مجدالدین محلاتی مسجد ولی عصر در خیابان داریوش شیراز را به پایگاه خود بدل کرد.
پسر مجدالدین، به نام جعفر محلاتی، مدتی نماینده جمهوری اسلامی ایران در سازمان ملل متحد بود. او در پایان بخشیدن به جنگ ایران و عراق نقش عمده‌ای ایفا کرد. سپس به تدریس در رشته فلسفه اسلامی و مطالعات خاورمیانه در ایران و آمریکا پرداخت. وی با همکاری با سازمان‌های غیردولتی آمریکا و ایرانی، تلاش‌هایی نیز در جهت بهبود روابط ایران و آمریکا انجام داده است.

## درگذشت
بهاءالدین محلاتی در اسفند ۱۳۵۹ دچار بیماری قلبی شد و در بیمارستان بستری گردید. روح الله خمینی طی پیامی ضمن اظهار تأثر، برای سلامتی وی دعا و از خداوند شفای کامل او را درخواست کرد. وی به دستور سید روح الله خمینی به بیمارستان قلب تهران منتقل شد، و ایشان پیوسته جویای حال وی بود. محلاتی پس از بازگشت به شیراز در ۲۷ مرداد ۱۳۶۰ در سن ۸۵سالگی از دنیا رفت. مردم شیراز با تعطیلی کسب و کار خود، پیکر وی را با شکوه تشییع کردند. حضور روحانیان نیز در این مراسم چشمگیر بود. فرزند وی مجدالدین محلاتی بر جنازه پدر نماز خواند و در مقبره خانوادگی خاندان محلاتی در کنار آرامگاه علی‌بن‌حمزه در شیراز دفن گردید.سید روح الله خمینی پیام تسلیتی برای درگذشتش صادر کرد.